# پرشوت
پرشوت (به انگلیسی: Preshute) یک منطقهٔ مسکونی در بریتانیا است که در Wiltshire واقع شده‌است. پرشوت ۱۹۳ نفر جمعیت دارد.